# Voto degli italiani residenti all'estero

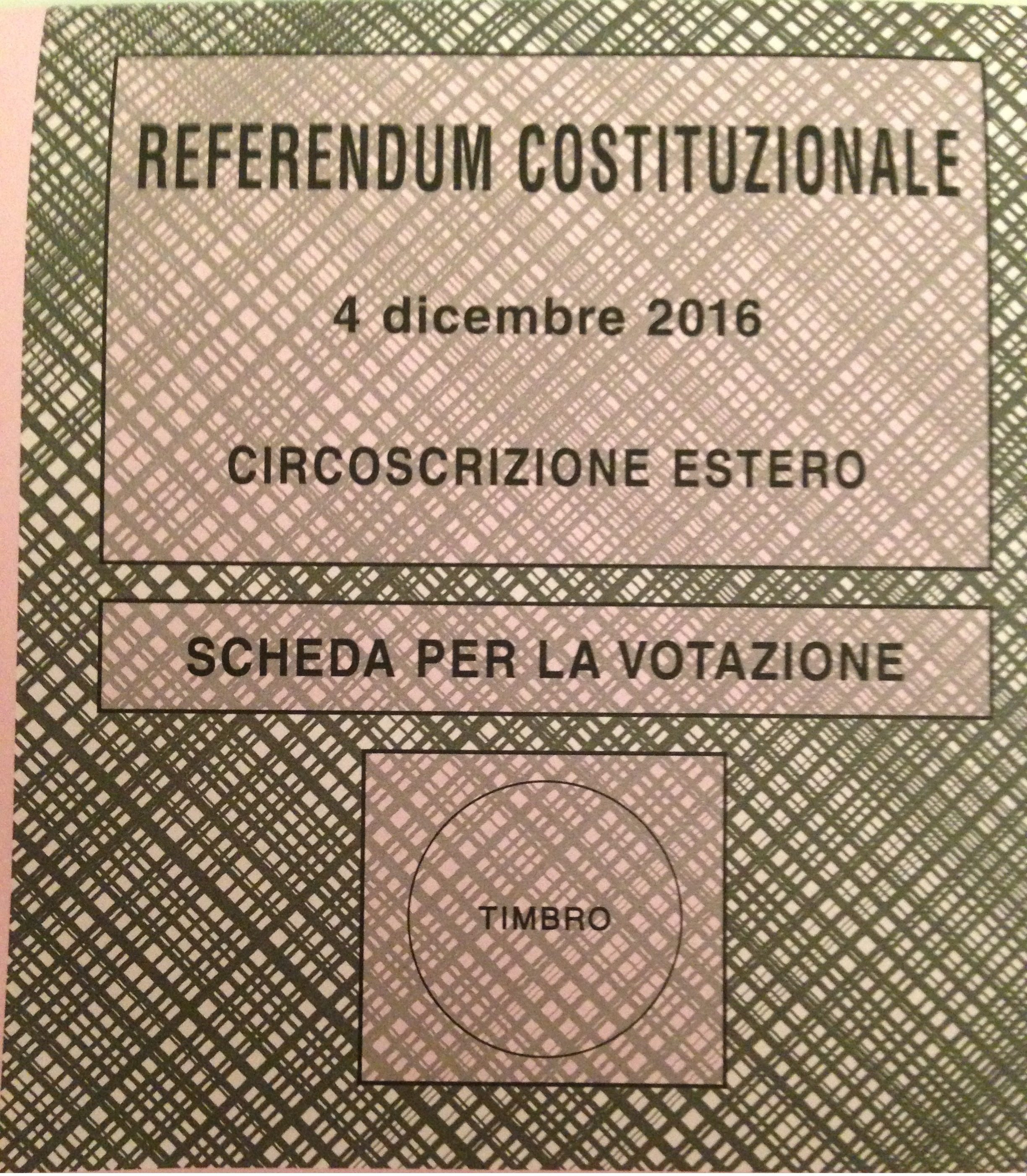
Scheda della circoscrizione Estero in occasione del referendum costituzionale del 2016. La scheda viene vidimata e timbrata durante lo scrutinio che si svolge presso il Centro polifunzionale della Protezione Civile a Castelnuovo di Porto (RM)

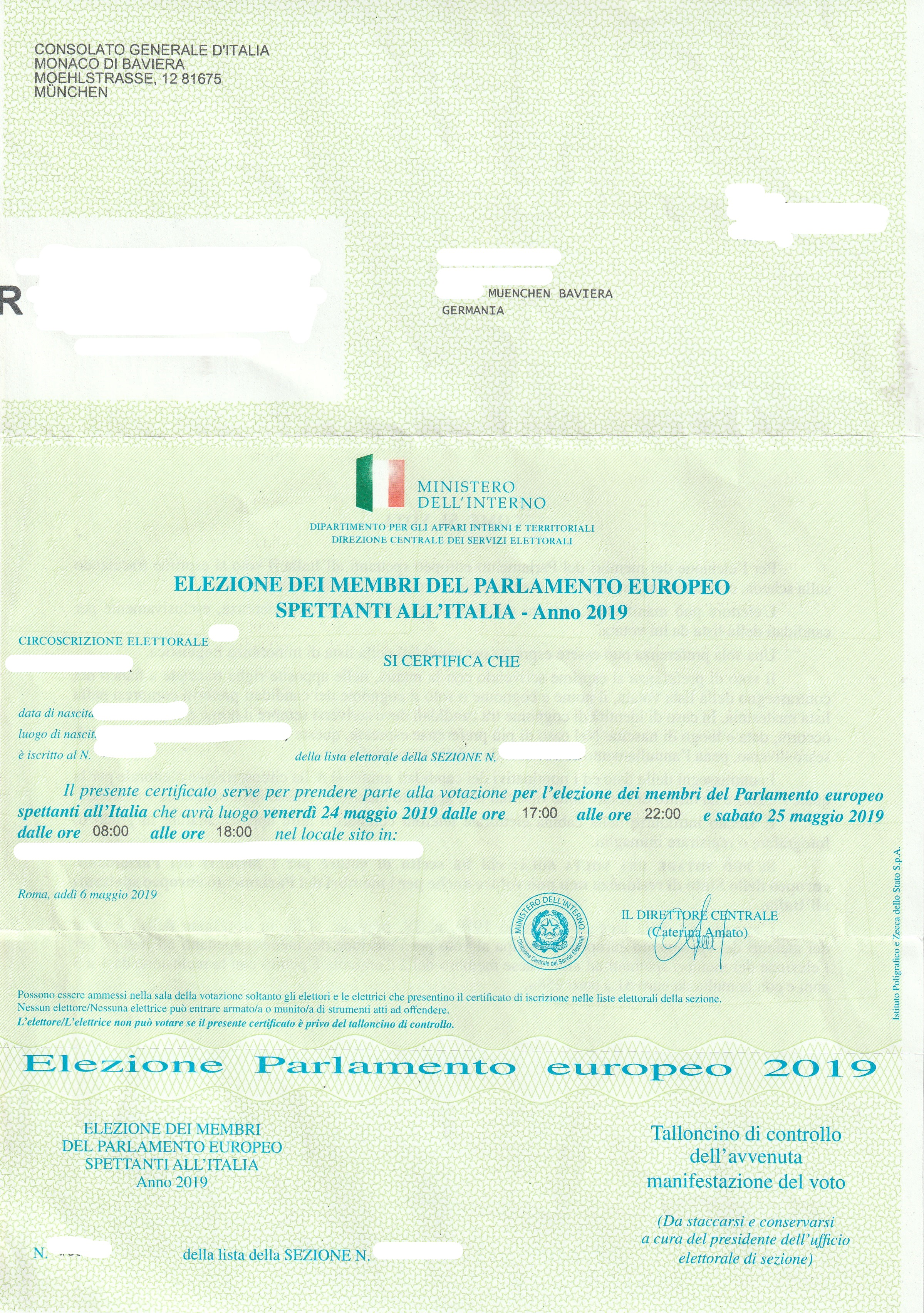
Certificato elettorale inviato dal Ministero dell'interno agli italiani residenti nell'Unione Europea in occasione delle Elezioni europee del 2019.

Il voto dei cittadini italiani residenti all'estero è un diritto sancito dal comma 3 dell'articolo 48 della Costituzione italiana che così stabilisce:
(dall'art. 48 della Costituzione)
I successivi articoli 56 e 57 della Costituzione individuano il numero dei deputati e senatori eletti dai cittadini italiani all'estero.

## Storia
I cittadini italiani residenti all'estero hanno sempre avuto il diritto di voto in tutte le elezioni e referendum organizzati in Italia, come tutti gli altri cittadini italiani. Tuttavia, per poter esercitare il voto, gli emigrati italiani devono registrare la propria residenza all'estero presso il consolato di competenza ed essere iscritti nell'Anagrafe degli italiani residenti all'estero (AIRE, istituito nel 1988); inoltre, fino al 2001, essi dovevano fisicamente ritornare presso il comune italiano nelle cui liste elettorali risultavano iscritti. 
Prima di allora, l'unica eccezione a questa regola valeva per le sole elezioni del Parlamento europeo, in cui gli elettori italiani residenti in un altro degli Stati membri dell'Unione europea possono tuttora esprimere il proprio voto nel seggio speciale allestito dal consolato italiano più vicino. Sin dalla prima tornata elettorale diretta per il Parlamento europeo, nel 1979, i cittadini italiani all'estero possono parteciparvi con tre modalità alternative:
1. scegliendo di votare la scheda nazionale del paese estero in cui si trovano (in tal caso devono formalizzare la richiesta e vengono inclusi nell'elenco del comune estero di residenza); oppure
2. recandosi in Italia; oppure
3. recandosi presso il consolato italiano di competenza: in questo caso viene consegnata all'elettore la scheda di una delle cinque circoscrizioni italiane per il Parlamento europeo.

Dopo numerosi anni di petizioni e aspri dibattiti, alla fine del 2001 fu approvata una legge che ha permesso ai cittadini italiani residenti all'estero di esprimere il proprio voto per corrispondenza alle elezioni del Parlamento italiano e ai referendum nazionali (mentre per le elezioni regionali e amministrative gli elettori devono ancora recarsi fisicamente in Italia). La legge prevede che, per esercitare questo diritto, gli emigrati italiani debbano registrare la propria residenza all'estero presso il consolato di competenza ed essere iscritti nell'Anagrafe degli italiani residenti all'estero (AIRE).
Il primo voto per corrispondenza degli italiani residenti all'estero si è avuto in occasione dei due referendum del 2003, mentre per le Camere si è avuto con le elezioni politiche del 2006.

### La situazione precedente al 2001
Lo Stato italiano garantisce uno sconto ai cittadini residenti all'estero sul viaggio in treno, ma solo sul territorio nazionale (cioè dalla frontiera al comune in cui si trova il proprio seggio elettorale); gli ulteriori costi dal luogo di residenza alla frontiera italiana sono invece a carico dell'elettore. Per tale motivo, fino al 2001 gli italiani residenti in paesi lontani (quali Stati Uniti, Argentina o Australia) erano disincentivati dal prendere parte alle votazioni, al contrario, ad esempio, dei loro connazionali presenti in Germania, Svizzera, Francia e Austria.
Varie comunità di italiani residenti all'estero, in particolare negli Stati Uniti, hanno protestato spesso per la mancanza di adeguata rappresentanza politica benché continuassero a pagare tasse maggiorate su immobili di proprietà in Italia; in particolare, l'IMU è calcolata con l'aliquota della seconda casa anche quando si possiede una sola casa. Peraltro, l'elezione di parlamentari all'estero non è servita ad abolire la tassa, che è tuttora in vigore.
Altre richieste di emigrati italiani richiedevano l'applicazione degli stessi incentivi di viaggio concessi ai connazionali che vivono in Italia, ma al di fuori della penisola (ovvero ai cittadini di Sicilia e Sardegna), e l'esenzione dal canone Rai quando il residente all'estero paga già l'abbonamento a un bouquet televisivo straniero per vedere la Rai (da cui quest'ultima già percepisce un introito).

## Legge Tremaglia

Francobollo del 2006 celebrativo del "primo voto dei cittadini italiani all'estero". In realtà, la prima votazione per corrispondenza avvenne in occasione dei referendum del 2003, mentre il primo voto degli italiani all'estero avvenne con le elezioni europee del 1979

Le modalità di esercizio del diritto di voto per le elezioni del Parlamento italiano sono stabilite dalla legge 27 dicembre 2001, n. 459, (meglio conosciuta come legge Tremaglia, dal nome del ministro per gli italiani nel mondo Mirko Tremaglia che si batté a lungo per il voto degli italiani all'estero) e dal relativo regolamento applicativo approvato con decreto del presidente della Repubblica 2 aprile 2003, n. 104.
Questa opportunità si concretizzò a partire dalle elezioni politiche del 2006, quando entrò in vigore la circoscrizione Estero, che così trovò la sua prima applicazione. All'appuntamento elettorale parteciparono circa un milione di italiani residenti in altri paesi del mondo: a loro erano stati riservati 12 dei 630 seggi della Camera e 6 dei 315 seggi del Senato. Precedentemente alla modifica costituzionale introdotta da Tremaglia votava un numero molto inferiore di italiani residenti all'estero, e i loro voti erano conteggiati assieme a quelli dei residenti.
La legge Tremaglia si applica solo alle elezioni parlamentari e ai referendum nazionali; non si applica, invece, alle elezioni del parlamento europeo, alle elezioni regionali e amministrative, né ai referendum regionali e comunali. Essa inoltre si caratterizza per la possibilità di esprimere un voto di preferenza, scrivendo sulla scheda il nome del candidato prescelto, come era possibile alle elezioni politiche in Italia dal 1946 al 1993.
Una delle principali innovazioni introdotte dalla legge Tremaglia è la procedura di voto nei paesi di residenza. Prima, infatti, i cittadini residenti all'estero potevano esercitare il diritto di voto nei collegi elettorali dei comuni in cui risultavano iscritti all'AIRE (Anagrafe degli italiani residenti all'estero), ma solo recandosi in questi comuni. La legge Tremaglia ha mantenuto questa possibilità come opzione per il cittadino che intenda avvalersene, ma ha istituito per tutti gli altri una procedura di voto per corrispondenza tramite i consolati nei paesi di residenza. Di conseguenza, la partecipazione al voto da parte degli italiani residenti all'estero è considerevolmente aumentata.

### Estensione agli italiani temporaneamente all'estero
A partire dal 2016, la possibilità di voto dall'estero è stata estesa anche agli italiani che, per motivi di lavoro, studio o cure mediche, si trovano temporaneamente fuori dall'Italia per un periodo di almeno tre mesi nel quale ricade la data di svolgimento delle elezioni o del referendum (ovvero chi vi soggiorna per meno di 12 mesi e non è iscritto all'AIRE). Se interessato ad avvalersi di questa opzione di voto, il cittadino deve inviare apposita richiesta al comune italiano di iscrizione nelle liste elettorali entro i termini previsti dalla legge.

### Italiani iscritti all'AIRE che non si recano al voto nelle elezioni comunali
Con il decreto-legge 19 marzo 2025, n. 27 (convertito dalla legge 15  maggio  2025  n.  72) recante le «Disposizioni urgenti per le consultazioni elettorali e referendarie dell'anno 2025» è stato stabilito che, limitatamente all'anno 2025 e per i soli comuni con popolazione fino a 15.000 abitanti in cui sia stata presentata una sola lista di candidati al consiglio comunale (per la cui elezione e del sindaco collegato è richiesta un'affluenza minima del 40% degli elettori iscritti nelle liste elettorali del comune), non  si  tenga conto degli elettori iscritti all'Anagrafe degli italiani residenti all'estero (AIRE)  che non abbiano esercitato il diritto di voto.

## Ripartizioni della circoscrizione Estero
La circoscrizione estero è suddivisa in quattro ripartizioni elettorali.
I seggi sono attribuiti in ragione di almeno un seggio assegnato ad ogni ripartizione sia per la Camera sia per il Senato, mentre i restanti seggi sono assegnati in base alla popolazione italiana residente e, nell'ambito di ciascuna ripartizione, assegnati alle liste tramite il sistema proporzionale col metodo dei più alti resti.
Fino al 2020, il numero dei seggi assegnati alla circoscrizione Estero era stato stabilito dalla legge Tremaglia in 12 deputati (su 630) e 6 senatori (su 315). A seguito dell'approvazione del referendum costituzionale in Italia del 2020, in materia di riduzione del numero di parlamentari, la circoscrizione Estero elegge 8 deputati (su 400) e 4 senatori (su 200).

### Europa
Europa
     America meridionale
     America settentrionale e centrale
     Africa, Asia, Oceania e Antartide

Ripartizioni della circoscrizione estero:
Europa
America meridionale
America settentrionale e centrale
Africa, Asia, Oceania e Antartide

La ripartizione Europa elegge tre deputati e un senatore. Comprende anche l'interezza di Russia e Turchia (dunque sia la porzione europea dei due paesi, sia quella asiatica), oltre a Cipro. Inoltre, in questa ripartizione rientrano tutti i territori geograficamente extraeuropei ma tuttora sottoposti alla sovranità di potenze europee, come la Francia d'oltremare, i territori d'oltremare britannici, la Groenlandia e le Faer Oer danesi, i Caraibi olandesi.

### America meridionale
La ripartizione America meridionale elegge due deputati e un senatore. Non tutti i territori che fanno parte dell'area geografica sono inclusi: alcuni territori votano in altre ripartizioni in quanto dipendenze o ex-colonie di nazioni europee.

### America settentrionale e centrale
La ripartizione America settentrionale e centrale elegge due deputati e un senatore. Anche in questo caso, alcuni territori votano in altre ripartizioni in quanto dipendenze o ex-colonie di nazioni europee.

### Africa, Asia, Oceania e Antartide
La ripartizione Africa, Asia, Oceania e Antartide elegge un deputato e un senatore. Anche in questo caso, alcuni territori votano in altre ripartizioni in quanto dipendenze o ex-colonie di nazioni europee.
I voti dei ricercatori temporaneamente presenti nelle basi scientifiche italiane in Antartide sono raccolti dall'ambasciata di Wellington e conteggiati con quelli della Nuova Zelanda. I territori antartici francesi, tuttavia, sono considerati parte della Francia e quindi inclusi nella ripartizione Europa.
La cosiddetta "Circoscrizione autonoma" si riferisce al territorio di competenza dell'ambasciata di Gerusalemme e dei "territori dell'Autonomia Palestinese", ovvero la Cisgiordania e la striscia di Gaza.

### Altri paesi
Non possono votare nella circoscrizione Estero gli elettori italiani residenti in stati con i quali il Governo italiano non ha potuto concludere accordi per garantire che il diritto di voto si svolga in condizioni di eguaglianza, di libertà e di segretezza, oppure in Stati la cui situazione politica o sociale non garantisce, anche temporaneamente, l'esercizio del diritto di voto secondo tali condizioni.

## Numero di cittadini italiani residenti all'estero
Al 31 dicembre 2024 il numero di iscritti nell'elenco aggiornato dei cittadini italiani residenti all'estero finalizzato alla predisposizione delle liste elettorali elaborato dal Ministero dell'Interno era di 6 412 752 persone.
Il numero di parlamentari da assegnare a ciascuna delle quattro ripartizioni viene calcolato in base al rapporto tra il numero di residenti nella ripartizione e il numero complessivo di residenti nella circoscrizione estero. Tale rapporto può variare nel corso del tempo; ad esempio, a partire dalle elezioni del 2013, la ripartizione Europa ha perso un deputato, guadagnato dall'America meridionale. In ogni caso, la legge Tremaglia stabilisce che ciascuna ripartizione abbia sempre diritto ad almeno un deputato e almeno un senatore.
| Ripartizione | Numero cittadini | Deputati | Senatori |
| --- | ---------------- | -------- | -------- |
| Europa | 2 685 815        | 5        | 2        |
| America meridionale | 1 559 068        | 4        | 2        |
| America settentrionale e centrale | 451 062          | 2        | 1        |
| Africa, Asia, Oceania e Antartide | 277 997          | 1        | 1        |
| Totale | 4 973 942        | 12       | 6        |
| Fonti: Decreto del Ministro dell'interno 21 aprile 2017 (per gli italiani all'estero al 31 dicembre 2016) Decreto del Presidente della Repubblica 28 dicembre 2017 (per i parlamentari assegnati) |                  |          |          |

A seguito della riforma costituzionale approvata dal referendum del 2020, il numero dei parlamentari è stato diminuito, assegnando alla circoscrizione Estero 8 deputati e 4 senatori.
| Ripartizione                      | Numero cittadini | Deputati | Senatori |
| --------------------------------- | ---------------- | -------- | -------- |
| Europa                            | 3 452 108        | 3        | 1        |
| America meridionale               | 2 073 614        | 2        | 1        |
| America settentrionale e centrale | 558 467          | 2        | 1        |
| Africa, Asia, Oceania e Antartide | 328 563          | 1        | 1        |
| Totale                            | 6 412 752        | 8        | 4        |
| [ 17 ]                            |                  |          |          |

## Procedura di voto

### Invio delle schede agli elettori all'estero

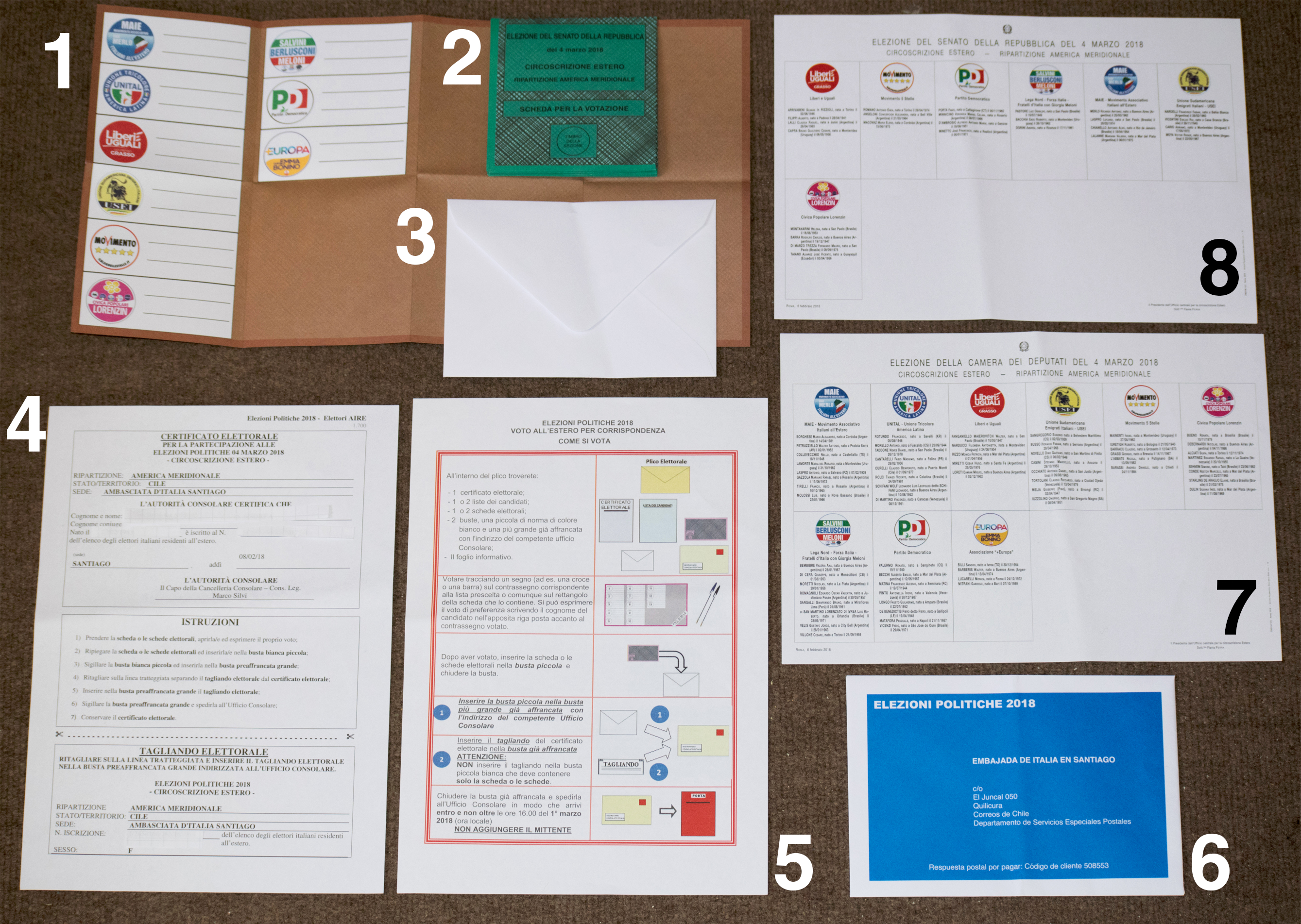
Plico elettorale della ripartizione America Meridionale per il voto all'estero alle elezioni politiche del 2018.
1. Scheda elettorale per la Camera dei Deputati. 2. Scheda elettorale per il Senato. 3. Busta bianca. 4. Certificato elettorale. 5. Istruzioni. 6. Busta preaffrancata per l'invio del voto. 7. Elenchi dei candidati della ripartizione per la Camera. 8. Elenchi dei candidati della ripartizione per il Senato.

Entro 18 giorni dalla data fissata per la consultazione elettorale in Italia, le ambasciate e i consolati inviano agli elettori presenti nella loro giurisdizione un plico elettorale che contiene:
1. una lettera informativa;
2. una copia della normativa;
3. la lista dei candidati delle elezioni parlamentari (non inclusa in caso di referendum);
4. il certificato elettorale;
5. la scheda elettorale (oppure, in caso di più votazioni contemporanee, una scheda diversa per ogni tipo di votazione)
6. la busta interna (completamente bianca ed anonima) dove inserire solo la scheda votata (o le schede in caso di più votazioni contemporanee)
7. una busta pre-affrancata, in cui va inserita la busta interna bianca (sigillata e contenente solo la scheda o le schede votata/e) e il tagliando del certificato elettorale, con l'indirizzo dell'ufficio consolare a cui l'elettore deve reinviare la scheda votata.

Se entro 14 giorni dal voto nazionale l'elettore non ha ancora ricevuto il plico, può richiedere l'invio o consegna di un secondo plico.
Il voto può essere espresso solo con una penna a sfera con inchiostro di colore nero o blu, (e non con la matita copiativa come in Italia).
Entro il giovedì precedente al voto nazionale, le ambasciate spediscono in Italia per via aerea e valigia diplomatica le buste ricevute dagli elettori. Le buste pervenute in ritardo e quelle avanzate devono essere immediatamente incenerite.

### Scrutinio delle schede
Presso la corte d'appello di Roma viene istituito l'ufficio centrale per la circoscrizione Estero, che a sua volta è suddiviso in più seggi elettorali presso cui sono iscritti da duemila a tremila elettori residenti o temporaneamente presenti all'estero. Ogni seggio è composto da un presidente di seggio, un segretario e 4 scrutatori, oltre che dai rappresentanti di partito o comitato promotore del referendum.
Le operazioni di pre-scrutinio iniziano la domenica pomeriggio: dopo aver ricevuto il plico sigillato proveniente dall'ambasciata, il presidente apre la busta esterna di ciascun elettore e verifica che vi siano all'interno:
1. il tagliando del certificato elettorale (o il certificato elettorale stesso) di un solo elettore, di cui è certificata altresì la presenza nella lista degli elettori (al fine di escludere i non aventi diritto ed eventuali "doppie votazioni" di chi risulta aver già votato);
2. la busta interna bianca sigillata in cui è inserita la scheda votata dall'elettore.

In caso di esito positivo del controllo la busta interna (che non viene ancora aperta) è inserita nell'urna delle schede da scrutinare; in caso contrario (se manca il tagliando o vi sono più tagliandi/buste bianche di diversi elettori o la busta bianca non è chiusa), la busta bianca e quanto in essa contenuto viene immediatamente annullato senza procedere al suo successivo scrutinio.
Alle 23:00 della domenica, contemporaneamente all'inizio delle operazioni di scrutinio nei seggi nazionali, si apre la fase del vero e proprio conteggio dei voti esteri validi: ogni singola busta interna bianca (già validata nella fase di pre-scrutinio) di ogni elettore viene aperta, la scheda viene timbrata e vidimata, viene letta la preferenza dell'elettore e il voto viene registrato. Oltre ai casi di nullità già previsti per i seggi "tradizionali", è previsto che il voto è nullo se espresso non con penna con inchiostro di colore nero o blu (mentre nei seggi nazionali è obbligatorio l'uso della sola matita copiativa) e ovviamente se nella busta vi sono più schede votate identiche oppure se le schede non sono quelle conformi (esempio: schede fotocopiate).
Al termine delle operazioni di scrutinio, le tabelle riepilogative, i verbali, le schede scrutinate e tutto il materiale elettorale viene riconsegnato al sindaco del Comune di Roma, per gli adempimenti successivi (inoltro alla Prefettura e al Tribunale).

## Criticità

### Alto numero di schede non valide e di astenuti
Mentre nei seggi elettorali presenti sul territorio nazionale il numero delle schede non valide (bianche e nulle) generalmente non supera la media dell'1,5%, il voto degli emigrati italiani espresso all'estero presenta da sempre un'alta percentuale di schede non valide: mediamente il 9,93% nelle elezioni politiche, il 10,45% nelle elezioni europee e il 10,97% nei referendum. Molto basso è anche il tasso di affluenza: mediamente il 35,26% nelle elezioni politiche, il 20,17 nelle elezioni europee e il 20,92% nei referendum.
| Votazione                                                                                          | Elettori aventi diritto | Votanti   | Affluenza | Schede invalide | % schede invalide |
| -------------------------------------------------------------------------------------------------- | ----------------------- | --------- | --------- | --------------- | ----------------- |
| 2003 Referendum #1                                                                                 | 2 359 807               | 544 179   | 23,06%    | 83 119          | 15,27%            |
| 2003 Referendum #2                                                                                 | 2 359 807               | 541 944   | 22,97%    | 80 838          | 14,92%            |
| 2005 Referendum #1                                                                                 | 2 727 531               | 546 003   | 20,02%    | 78 091          | 14,30%            |
| 2005 Referendum #2                                                                                 | 2 727 531               | 544 959   | 19,98%    | 76 726          | 14,08%            |
| 2005 Referendum #3                                                                                 | 2 727 531               | 544 923   | 19,98%    | 77 507          | 14,22%            |
| 2005 Referendum #4                                                                                 | 2 727 531               | 544 825   | 19,98%    | 78 645          | 14,43%            |
| 2006 Camera                                                                                        | 2 707 382               | 1 053 864 | 38,93%    | 82 712          | 7,85%             |
| 2006 Senato                                                                                        | 2 432 340               | 962 107   | 39,55%    | 71 046          | 7,38%             |
| 2006 Referendum                                                                                    | 2 651 730               | 739 133   | 27,87%    | 78 128          | 10,57%            |
| 2008 Camera                                                                                        | 2 924 178               | 1 155 411 | 39,51%    | 111 893         | 9,68%             |
| 2008 Senato                                                                                        | 2 627 832               | 1 059 625 | 40,32%    | 106 481         | 10,05%            |
| 2009 Referendum #1                                                                                 | 3 065 234               | 636 052   | 20,75%    | 81 351          | 12,79%            |
| 2009 Referendum #2                                                                                 | 3 065 234               | 635 570   | 20,73%    | 81 161          | 12,77%            |
| 2009 Referendum #3                                                                                 | 3 065 234               | 640 173   | 20,88%    | 79 104          | 12,36%            |
| 2011 Referendum #1                                                                                 | 3 300 496               | 761 752   | 23,08%    | 74 856          | 9,83%             |
| 2011 Referendum #2                                                                                 | 3 300 496               | 761 675   | 23,08%    | 73 619          | 9,67%             |
| 2011 Referendum #3                                                                                 | 3 300 496               | 761 927   | 23,09%    | 70 999          | 9,32%             |
| 2011 Referendum #4                                                                                 | 3 300 496               | 763 391   | 23,13%    | 70 521          | 9,24%             |
| 2013 Camera                                                                                        | 3 494 687               | 1 103 989 | 31,59%    | 121 108         | 10,97%            |
| 2013 Senato                                                                                        | 3 149 501               | 1 009 921 | 32,07%    | 114 762         | 11,36%            |
| 2016 Referendum #1                                                                                 | 3 951 448               | 779 548   | 19,73%    | 80 312          | 10,30%            |
| 2016 Referendum #2                                                                                 | 4 052 341               | 1 246 342 | 30,76%    | 128 486         | 10,30%            |
| 2018 Camera                                                                                        | 4 230 854               | 1 262 422 | 29,84%    | 138 993         | 11,01%            |
| 2018 Senato                                                                                        | 3 835 780               | 1 160 985 | 30,27%    | 128 922         | 11,10%            |
| 2020 Referendum                                                                                    | 4 537 308               | 1 057 211 | 23,30%    | 105 419         | 9,97%             |
| 2022 Referendum #1                                                                                 | 4 736 205               | 761 706   | 16,08%    | 56 586          | 7,43%             |
| 2022 Referendum #2                                                                                 | 4 736 205               | 761 328   | 16,07%    | 56 283          | 7,39%             |
| 2022 Referendum #3                                                                                 | 4 736 205               | 761 447   | 16,08%    | 56 577          | 7,43%             |
| 2022 Referendum #4                                                                                 | 4 736 205               | 758 904   | 16,02%    | 56 521          | 7,45%             |
| 2022 Referendum #5                                                                                 | 4 736 205               | 761 241   | 16,07%    | 56 083          | 7,37%             |
| 2022 Camera                                                                                        | 4 743 980               | 1 250 481 | 26,36%    | 164 929         | 13,19%            |
| 2022 Senato                                                                                        | 4 743 980               | 1 233 828 | 26,01%    | 143 681         | 11,65%            |
| Media                                                                                              | 3 493 493               | 847 090   | 24,25%    | 89 546          | 10,57%            |
| Fonte: Archivio storico delle elezioni, su elezionistorico.interno.gov.it, Ministero dell'Interno. |                         |           |           |                 |                   |

| Votazione | Elettori aventi diritto | Votanti | Affluenza | Schede invalide | % schede invalide |
| --- | ----------------------- | ------- | --------- | --------------- | ----------------- |
| Europee 1979 | 391 486                 | 139 626 | 35,67%    | 12 996          | 9,31%             |
| Europee 1984 | 553 033                 | 230 843 | 41,74%    | 30 313          | 13,13%            |
| Europee 1989 | 612 642                 | 227 310 | 37,10%    | 24 263          | 10,67%            |
| Europee 1994 | 890 032                 | 155 398 | 17,46%    | 25 703          | 16,54%            |
| Europee 1999 | 1 003 353               | 177 486 | 17,69%    | 23 055          | 12,99%            |
| Europee 2004 | 1 098 442               | 119 276 | 10,86%    | 13 452          | 11,28%            |
| Europee 2009 | 1 207 073               | 89 842  | 7,44%     | 6 436           | 7,16%             |
| Europee 2014 | 1 406 291               | 83 324  | 5,93%     | 6 165           | 7,40%             |
| Europee 2019 | 1 673 837               | 127 926 | 7,64%     | 7 156           | 5,59%             |
| Europee 2024 | 1 661 949               | 118 731 | 7,14%     | 11 210          | 9,44%             |
| Media | 981 799                 | 150 115 | 20,17%    | 16 615          | 10,45%            |
| Fonte: Archivio storico delle elezioni, su elezionistorico.interno.gov.it, Ministero dell'Interno. Si veda anche Voto per le elezioni europee. |                         |         |           |                 |                   |

A riguardo sia delle schede non valide sia degli astenuti, le spiegazioni su una così grande discrepanza tra il voto nazionale e il voto estero sono dibattute; tuttavia, è possibile che l'eccessiva burocrazia richiesta per l'espressione del voto, la scarsa informazione tra gli elettori e il cosiddetto "voto di protesta" ne siano le possibili cause.
Il numero di voti non validi aumenta anche perché può accadere che gli elettori emigrati alleghino, alle schede votate, materiale non pertinente alla votazione, tra cui lettere di protesta al governo o all'ambasciata, fotografie di parenti, passaporti, scontrini fiscali, santini e addirittura assegni bancari.

### Differente "peso politico" degli elettori all'estero
Secondo le più prudenti stime sul numero di italiani residenti all'estero, il rapporto numerico tra elettori residenti all'estero e seggi parlamentari della circoscrizione estero evidenzia che tali elettori sarebbero sottorappresentati rispetto a quelli residenti in Italia. Alle politiche, infatti, i circa sei milioni di italiani all'estero eleggono soltanto 8 deputati e 4 senatori, mentre un analogo numero di italiani residenti in Italia elegge circa 40 deputati e 20 senatori. Tuttavia, il tasso di astensione degli elettori residenti all'estero, fino ad oggi sempre notevolmente superiore a quello dei residenti in Italia, porta a ridurre considerevolmente la discrepanza. Tale supposta discrasia non esiste comunque per i referendum, dato che un singolo voto espresso all'estero vale esattamente quanto il singolo voto espresso in Italia.

### Voti doppi
Un candidato alle elezioni politiche del 2022, ha segnalato, tramite denuncia contro ignoti alla Procura della Repubblica di Roma, che è sempre esistito un banale trucco per votare due volte, sia alle elezioni che ai referendum. Infatti, è sufficiente che l'elettore si presenti al consolato di appartenenza dichiarando di non avere ricevuto il plico elettorale, per farsene fare un duplicato e utilizzarlo per votare. In realtà, se un plico era stato già ricevuto, si può votare anche con quest'ultimo, per un totale di due voti da parte dello stesso elettore.

### Controversie e contestazioni
Nel corso degli anni, la legge Tremaglia ha suscitato diverse opinioni critiche, anche perché, secondo alcuni, la norma sulla cittadinanza italiana, basata sullo ius sanguinis, sarebbe eccessivamente generosa verso i discendenti di italiani emigrati anche da diverso tempo. Questa norma aveva già favorito una "corsa" al passaporto italiano in particolare in Sudamerica e Stati Uniti, per ottenere la possibilità di trasferirsi e/o lavorare in un paese dell'Unione europea — non necessariamente in Italia — o per ragioni di convenienza fiscale. Una "corsa" analoga è iniziata nel Regno Unito a seguito del referendum sulla Brexit. Tuttavia, fino alla legge Tremaglia, questi cittadini non potevano facilmente influenzare la politica italiana, non avendo la possibilità di esercitare il diritto di voto senza recarsi in Italia.
Per una revisione della legge si sono espressi vari commentatori, tra cui l'ex ambasciatore Sergio Romano, che l'ha definita "assurda". Sergio Romano segnala pure che l'Italia è l'unico stato, tra i paesi aventi una storia di grande emigrazione, ad avere concesso il diritto di voto a chi non ha mai messo piede su suolo italiano e non parla italiano. Giudizi simili ("enorme assurdità", "assurdità assoluta") sono stati formulati anche dal politologo Giovanni Sartori, che si è spinto fino a dichiarare che ci sarebbero "delle bande più o meno mafiose che si mettono insieme e pilotano quei voti".
Poco dopo le elezioni politiche del 2013, una serie di servizi di Striscia la notizia ha raccolto le testimonianze di scrutatori delle sezioni elettorali della circoscrizione Estero (tutte situate a Castelnuovo di Porto) documentando irregolarità di vario genere, tra cui il conteggio di schede elettorali false (ad esempio fotocopie a colori), voti inviati da persone già morte, mancati controlli sull'iscrizione dei nominativi degli elettori nelle liste elettorali (e quindi anche su eventuali voti multipli) ecc. Più in generale, Striscia si è sempre occupata di anomalie e irregolarità del voto estero a partire dal 2006, ad esempio con Mister Neuro, Valerio Staffelli e Pinuccio.
Alcuni commentatori hanno fatto notare che è perfino possibile stampare le schede in proprio e poi spedirle votate.
L'uso di schede elettorali false o rubate è stato anche al centro di alcuni servizi di Filippo Roma de Le Iene, in cui un testimone (con volto non ripreso dalla telecamera) ha sostenuto di averle utilizzate in Germania per far eleggere i deputati Mario Caruso e Aldo Di Biagio nel 2013, avvalendosi della collaborazione di una vera e propria squadra di "cacciatori di plichi" dedita al rastrellamento e all'acquisto di schede elettorali. Il testimone parla anche della possibilità di comprare schede autentiche a prezzi variabili tra i 5 e 10 euro cadauna. Tale circostanza viene confermata da Massimo Pillera, che per anni ha lavorato in Svizzera — anche come ex collaboratore e portavoce del senatore Antonio Razzi — e in seguito è diventato giornalista, il quale conferma di essere a conoscenza del meccanismo con cui gli elettori non interessati a votare possono rivendere le schede inutilizzate ai candidati che invece hanno interesse ad auto-votarsi (viene confermato anche il prezzo di 5-10 euro per scheda).
A seguito delle stesse elezioni del 2013, il capo della Direzione generale per gli italiani all'estero e le politiche migratorie (DGIEPM) del Ministero degli affari esteri, ambasciatrice Cristina Ravaglia, inviò una lettera indirizzata al Presidente della Repubblica Giorgio Napolitano, al Presidente del Consiglio Mario Monti e al ministro degli esteri Giulio Terzi di Sant'Agata, in cui affermava che il sistema di voto degli italiani all'estero era "totalmente inadeguato, se non contrario ai principi costituzionali che sanciscono che il voto sia personale, segreto e libero", e soggetto a "possibili furti, compravendite, sostituzioni del votante". Tale missiva, che fu di fatto ignorata sia dalla politica che dalla magistratura, è stata pubblicata tre anni dopo da il Fatto Quotidiano.
Nell'ottobre 2016, in una intervista pubblicata sempre sul Fatto Quotidiano, il coordinatore della Federazione italiana dei lavoratori emigrati e famiglie ha dichiarato: "Innanzitutto c’è il problema dei plichi con la scheda elettorale. Che arrivano a casa per posta, ma in realtà è impossibile certificare chi vota. In alcune zone, specie in Sudamerica, i plichi vengono smistati in maniera del tutto irregolare. Per non parlare delle schede stampate in numero superiore ai votanti. […] In passato in Argentina e Venezuela si sono verificate delle vere frodi elettorali, con voti falsificati. Uno dei problemi è il recapito delle schede, perché si usano operatori privati che non sempre consegnano i plichi agli elettori."
In occasione del referendum costituzionale del 2016, alcuni cittadini residenti all'estero si sono lamentati sul TG satirico Striscia la notizia del fatto che le schede elettorali erano state spedite in modalità non tracciabile e senza richiesta di firma, con elevato rischio che le stesse fossero ritirate — e votate — da altre persone, o che andassero perse. Qualcuno ha addirittura mostrato di avere in casa molteplici schede autentiche, raccolte dalle cassette della posta di persone che abitano nello stesso stabile. Altri si sono lamentati per non avere ricevuto affatto le schede, o per non avere capito come mai prima di alcune votazioni le schede fossero arrivate già timbrate e vidimate, mentre prima di altre votazioni non lo fossero.
In particolare, la regolarità del voto in Argentina, che è anche lo Stato estero con il maggior numero di cittadini italiani aventi diritto al voto (più di mezzo milione), è stata messa in dubbio in molteplici occasioni. Il Fatto Quotidiano ha pubblicato una foto di una ventina di buste elettorali, abbandonate per terra di fronte al consolato italiano di La Plata. Già precedentemente, un articolo de L'Espresso aveva segnalato un video in cui interi scatoloni di schede elettorali italiane erano abbandonati alla rinfusa all'interno di un ufficio (presumibilmente del consolato italiano a Buenos Aires), dando la possibilità a chiunque di rubare e/o votare le schede.
Al momento della chiusura delle urne delle elezioni politiche del 2018, un video diffuso dalla trasmissione televisiva Le Iene ha mostrato il furto di schede elettorali destinate alla ripartizione Europa (in particolare in Germania), assieme alle trattative su modalità e prezzi condotte dai cosiddetti "cacciatori di plichi".
Lo Stato italiano non rimborsa le spese internazionali di viaggio ai cittadini italiani iscritti all'AIRE (residenti all'estero) che pagano le tasse in Italia ma, anziché votare per corrispondenza, vogliono recarsi personalmente al seggio italiano in occasione di elezioni politiche o referendum – viaggio che peraltro è tuttora necessario se si vuole votare alle elezioni comunali o regionali. Secondo le associazioni di cittadini che hanno presentato proposte su questo tema, facilitare il voto in presenza in Italia equivarrebbe a contrastare il sopraccitato fenomeno delle schede false, o disperse, inviate per corrispondenza, così come il voto espresso da persone diverse dagli aventi diritto.

### Presunti illeciti commessi da alcuni patronati e sindacati
Altre controversie riguardano i presunti brogli organizzati dai patronati dei sindacati italiani (principalmente ACLI e CGIL) aventi sede all'estero, che violerebbero il principio costituzionale di segretezza del voto: in sostanza, gli impiegati offrirebbero un "servizio gratuito agli iscritti" che consisterebbe nel raccogliere e votare le schede appartenenti agli iscritti stessi al patronato/sindacato (a vantaggio dei candidati sostenuti da quest'ultimo). Alcune registrazioni telefoniche, diffuse anche su vari siti web, confermano infatti che l'impiegato del patronato invita l'elettore a "portare il plico in sede" — operazione che è ovviamente illegale. In altri casi, invece, verrebbe addirittura offerto denaro — generalmente un compenso di 5 o 10 euro per scheda — per rastrellare schede elettorali in quartieri o città, soprattutto quelle appena partite dal centro di smistamento postale. Anche il giornalista Pillera ha confermato la possibilità di comprare schede autentiche a quel prezzo. Inoltre, l'operato illegale di alcuni patronati e sindacati viene confermato da Antonio Razzi, egli stesso eletto senatore nella circoscrizione Europa per due mandati consecutivi.
Inoltre, in un servizio de Le Iene, due testimoni residenti in Germania — di cui uno ha chiesto di restare anonimo, mentre un altro, Rosario Cambiano, ha voluto farsi riprendere — raccontano che le sedi di altri patronati italiani verrebbero utilizzate come centri di raccolta di scatoloni contenenti migliaia di schede elettorali rubate o comprate, che verrebbero poi spedite illecitamente per far eleggere il candidato sostenuto dai rispettivi patronati/sindacati di riferimento durante la tornata elettorale.

### Brogli accertati
Nel 2021, il senatore Adriano Cario del MAIE, eletto con l'USEI nella ripartizione dell'America meridionale, è stato dichiarato decaduto dalla carica, con conseguente estromissione dal Parlamento, a seguito della perizia calligrafica effettuata sulle firme raccolte a sostegno della sua candidatura nel 2018. L'episodio non ha precedenti nella storia dell'Italia repubblicana.

## Altre elezioni

### Voto per le elezioni europee
Nelle elezioni europee non c'è il voto per corrispondenza. Gli elettori italiani residenti nel resto dell'Unione europea, così come quelli che si trovano temporaneamente in un altro Stato membro della UE per motivi di lavoro, di studio o di cure mediche, possono votare presso il proprio consolato di riferimento, oppure chiedere di votare in Italia. In alternativa, tutti i cittadini europei possono chiedere di votare come elettori nello Stato membro in cui vivono, anche se non ne hanno la cittadinanza.
I cittadini che risiedono fuori dalla UE, invece, possono votare solo tornando in Italia.

### Voto per le elezioni regionali e amministrative
Non è prevista nessuna forma di voto all'estero: i cittadini possono votare solo tornando in Italia. Ciò vale anche per i relativi referendum regionali e comunali.
Anche per queste elezioni è prevista la spedizione di una cartolina-avviso all'indirizzo estero del cittadino italiano.
In aggiunta alle agevolazioni nazionali su aerei, treni e autostrade descritte sopra, alcune regioni italiane prevedono forme di rimborso spesa o di indennità di mancato guadagno a favore dei cittadini AIRE che tornano in Italia per votare. 

## Nella cultura di massa

Pasquale Amitrano si sfoga al seggio elettorale di Matera dopo il suo estenuante viaggio dalla Germania

Il voto degli italiani emigrati all'estero è uno dei temi di fondo del celebre film Bianco, rosso e Verdone diretto ed interpretato da Carlo Verdone nel 1981 (quindi prima che fosse introdotta la possibilità di votare per corrispondenza): uno dei protagonisti, infatti, è Pasquale Amitrano, italiano emigrato dalla Basilicata in Germania, che compie un tragicomico viaggio in auto da Monaco di Baviera per recarsi a votare nel suo seggio elettorale di Matera.